# Dalcrue

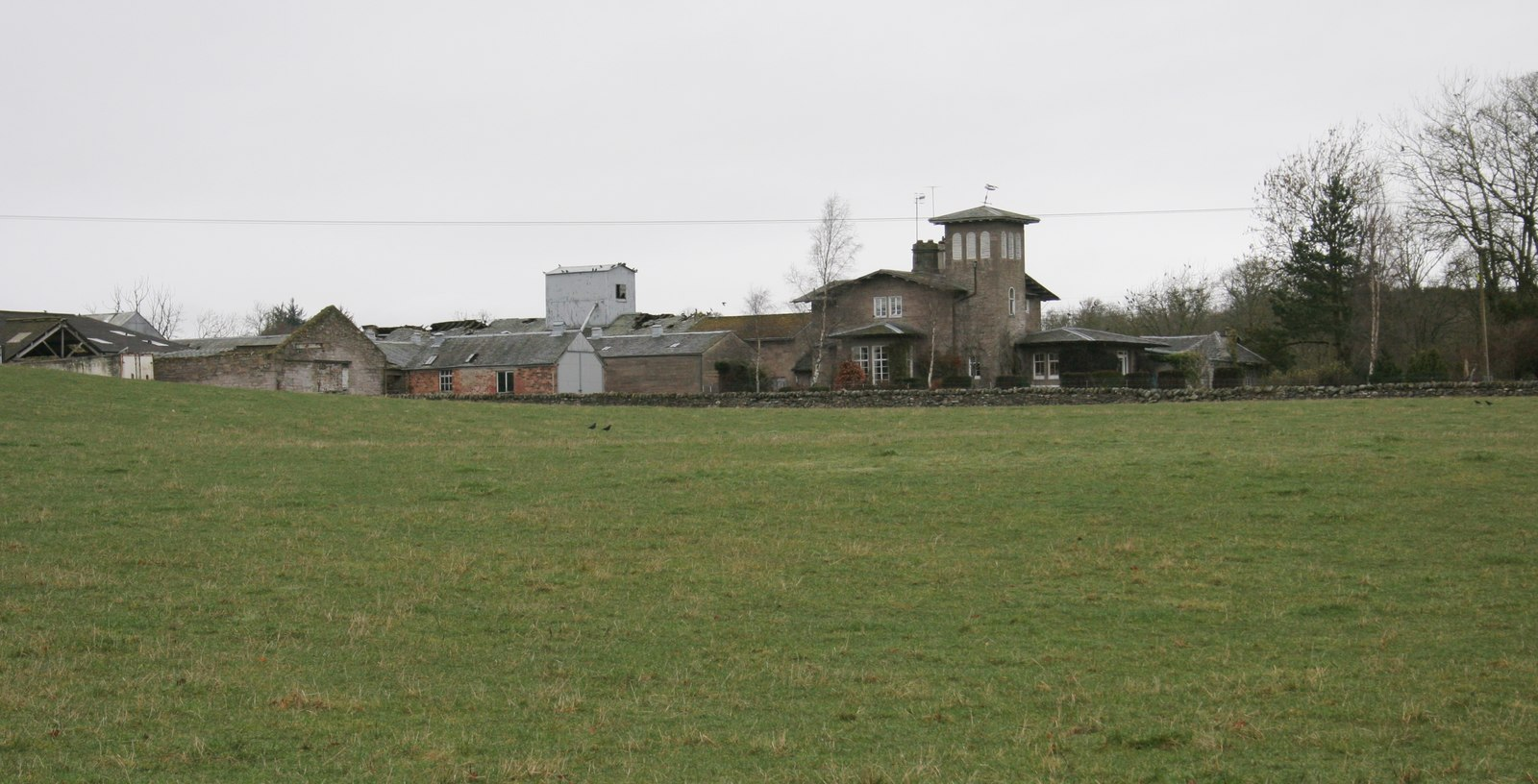
Blick von Südosten auf den Bauernhof

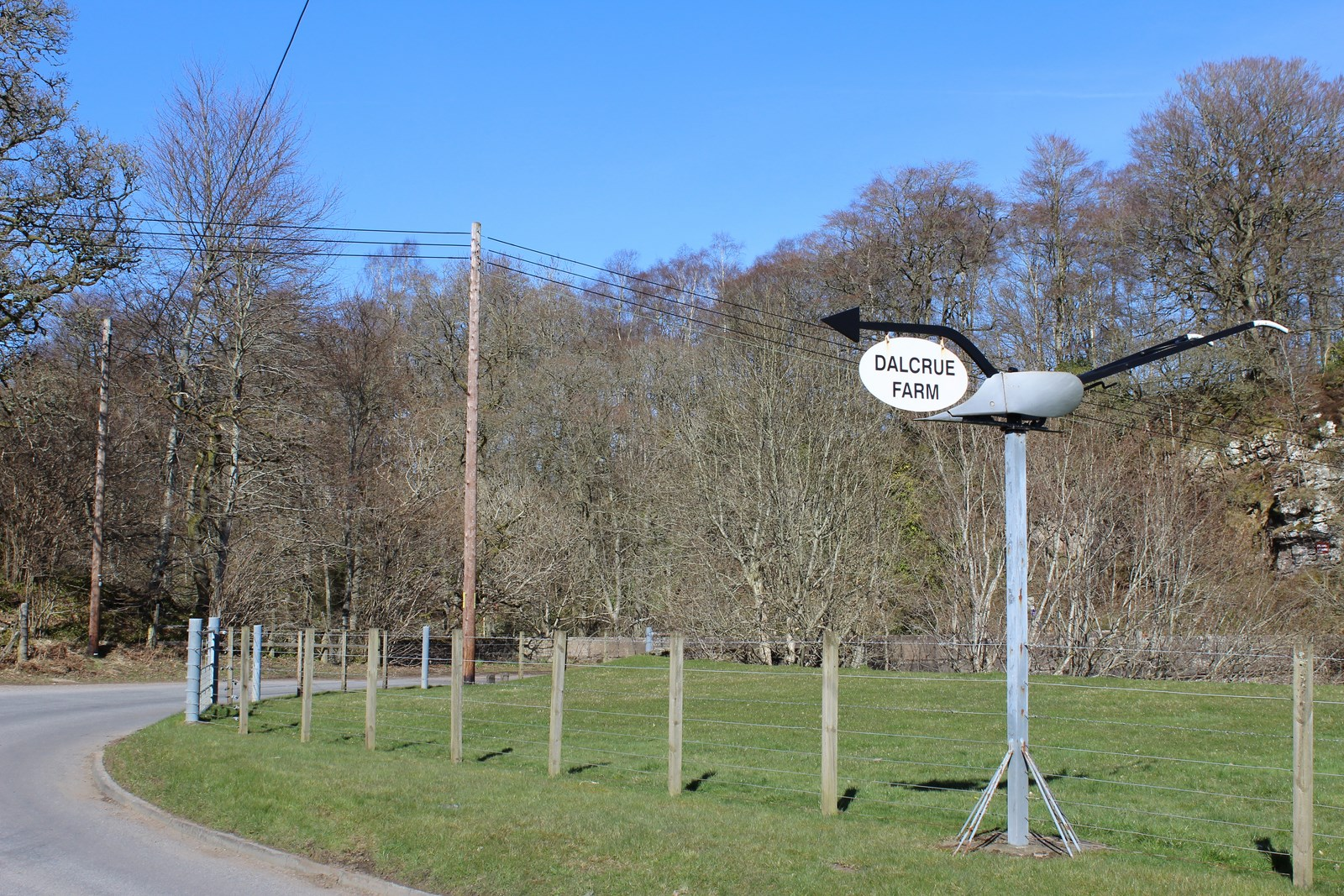
Hinweiszeichen an der Straße

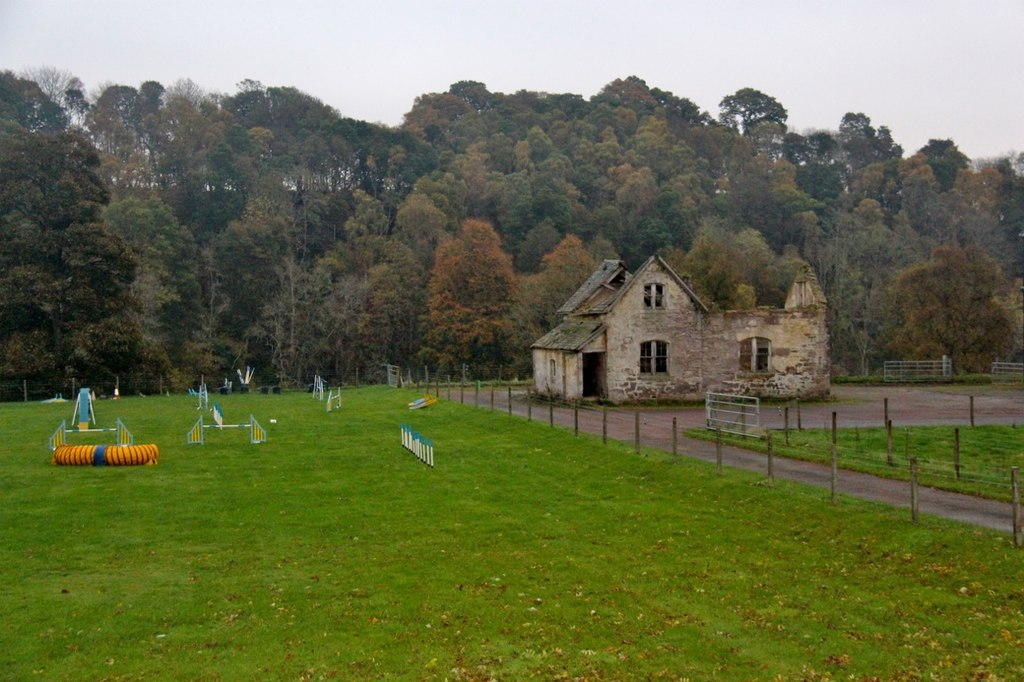
Hundesportplatz im östlichen Teil

Dalcrue ist eine kleine Ortschaft, die im Norden von Schottland nordwestlich von Perth in der Region Perth and Kinross liegt. Im Rahmen der historischen Gliederung Schottlands in Civil Parishes zählt es zu Methven, das zu Perthshire gehörte.

## Geographie
Dalcrue liegt, jeweils etwa 3 Kilometer von Methven und Almondbank entfernt, in einer flachwelligen Landschaft. Der Ort ist landwirtschaftlich geprägt, das Zentrum bildet ein größerer Bauernhof. In einem schmalen Tal, nordöstlich von Dalcrue, findet sich das südwestliche, rechte Ufer des Almond. Über dieses spannt sich eine Brücke, mit der das villenähnliche Anwesen Craig House erreicht werden kann.
Dalcrue liegt abseits des übergeordneten Verkehrsnetzes. Die am Ort vorbeiführende Nebenstraße verbindet ihn mit Methven im Südwesten sowie Pitcairngreen und Almondbank im Südosten. Ebenfalls in der Nähe liegt Moneydie im Nordosten.

## Historisch Bedeutsames
In Dalcrue stehen drei Bauwerke, die als Listed Building in unterschiedlichen Kategorien ausgewiesen wurden. Es sind die Villa Dalcrue House, mit den zugehörigen Stallungen sowie die Dalcrue Bridge über den Almond.